# Ломберский, Илья Михайлович
Илья́ Миха́йлович Ломбе́рский (настоящая фамилия — Токму́рзин) (20 июня 1896, Ныргында, Чегадинская волость, Сарапульский уезд, Вятская губерния — 28 июля 1956, там же) — марийский советский писатель, педагог, общественный деятель, член Союза писателей СССР с 1935 года. Участник Первой мировой войны. Член ВКП(б) с 1945 года. Кавалер ордена Ленина (1956).

## Биография
Родился 20 июня 1896 года в д. Ныргында ныне Каракулинского района Республики Удмуртия в бедной марийской крестьянской семье. Окончил школу в родной деревне, поступил во второклассную школу в селе Николо-Берёзовка в Башкирии, готовившую учителей для церковно-приходских школ. Проучившись там 3 года, работал в г. Сарапуле дворником, грузчиком, помощником печника. В 1915 году, сдав экстерном экзамены в Казанскую учительскую семинарию, получил диплом учителя с правом преподавания в земских школах.
В августе 1915 года был мобилизован в царскую армию. Участник Первой мировой войны: был ранен, лечился в госпиталях. В годы Февральской революции находился в запасном полку в г. Владимире, где активно участвовал в борьбе против Временного правительства.
Вернувшись на родину в начале 1918 года, сразу же был избран председателем волостного Совета. С 1919 года начал педагогическую деятельность: работал в сельских школах Удмуртии, Татарии, Башкирии учителем, завучем, директором. Одновременно занимался активной общественной деятельностью.
В 1945 году стал членом ВКП(б). За вклад в развитие народного просвещения в 1956 году награждён орденом Ленина, медалью «За трудовое отличие». Заслуженный учитель школы Удмуртской АССР (1955).
Умер 28 июля 1956 года в родной деревне, похоронен там же.

## Литературное творчество
Писать начал с 1924 года. В 1929 году вышел первый сборник рассказов «Уло ял дене» («Всей деревней»).
В 1930-е годы работал над романом «Миллион-влак» («Миллионы»), который вышел отдельной книгой после смерти автора в 1959 году в литературной редакции известного марийского писателя и литературоведа К. К. Васина и посвящён событиям Первой мировой войны. По словам сына писателя Р. Токмурзина, И. Ломберский написал вторую книгу романа, рукопись отослал в Йошкар-Олу для издания, но впоследствии она была утеряна.
В 1935 году И. Ломберский был принят в Союз писателей СССР.
Писал также одноактные пьесы, очерки. Творчество его было высоко оценено: произведения включались в школьные хрестоматии.
Лучшие произведения писателя переведены на русский, татарский и чувашский языки.
В 1920-х годах использовал творческие псевдонимы Ломберын, Ломбер, Меняла марий, Токмырзан.
В 2007 году вышла в свет книга «Избранное», куда вошли проза, пьесы и статьи писателя.

## Основные произведения
Далее представлены основные произведения И. Ломберского на марийском языке и в переводе на русский язык:

### На марийском языке
- Уло ял дене: ойлымаш ден очерк-вл. [Всей деревней: рассказы и очерки]. — М., 1929. — 68 с.; Йошкар-Ола, 1955. — 84 с.
- Миллион-влак: роман [Миллионы]. — Йошкар-Ола, 1959. — 140 с.; 1996. —136 с.
- Ойпого: роман, пьесе, ойлымаш, статья-вл. [Избранное: роман, пьеса, рассказы, статьи]. — Йошкар-Ола, 2007. — 256 с.

### В переводе на русский язык
- Настоящее имя: рассказ / пер. Л. Кременского // Солнце над лесами. — Йошкар-Ола, 1984. — С. 187—193.

## Звания и награды
- Заслуженный учитель школы Удмуртской АССР (1955)[3]
- Орден Ленина (1956)[3][6]
- Медаль «За трудовое отличие»[3]

## Память
- В его честь названа улица в родной деревне Ныргында Республики Удмуртия[3][7].
- У Ныргындинской основной общеобразовательной школы Удмуртии установлен бюст писателя[3].
- Памятная доска на здании Ныргындинской основной общеобразовательной школы Удмуртии[6].
- В апреле 2011 года в д. Ныргында Удмуртии прошёл республиканский фестиваль марийской культуры, посвящённый 115-летию со дня рождения Илья Ломберского и 85-летию со дня рождения его сына Роберта Ильича Токмурзина, краеведа и руководителя марийского фольклорного ансамбля «Ныргындыш сем» («Мелодии Ныргынды»)[8][9].